# George Richard Devey Farmer
George Richard Devey Farmer, kanadski general in vojaški zdravnik, * 1896, † 1971.
Ob koncu kariere je bil generalni direktor Medicinskih služb Kanadske kopenske vojske.